# Рильський провулок (Київ)
Ри́льський прову́лок — провулок в Шевченківському районі міста Києва, місцевість Старий Київ. Пролягає від Софійської площі і Володимирської вулиці до Стрілецької вулиці.

## Історія
Провулок виник у 30-і роки XIX сторіччя під паралельними назвами: сучасною (від Рильського полку російських військ, що дислокувався поблизу Софійської площі після 1654 року) і Троїцький провулок (від Троїцької церкви, що знаходилася поблизу). З 1939 року набув назву Перекопський провулок, оскільки прилучається до площі ім. Героїв Перекопу. Сучасну історичну назву відновлено 1944 року.

## Особистості
- У будинку № 5, кв. 3 (у 1943⁣—1988 рр.) жив Йосип Каракіс (1902—1988) — радянський (український) архітектор, художник і педагог, один з найбільш плідних[3] київських зодчих. Меморіальної дошки немає;
- У будинку № 5, кв. 3 жила Ірма Каракіс — радянський і український архітектор;
- У будинку № 5 був Київський обласний підпільний комітет КП(б)У. Була меморіальна дошка, яка нині демонтована;
- У будинку № 10 розташовувалася Гімназія Стельмашенка, за радянського часу — Вища партійна школа при ЦК Компартії України.

## Зображення

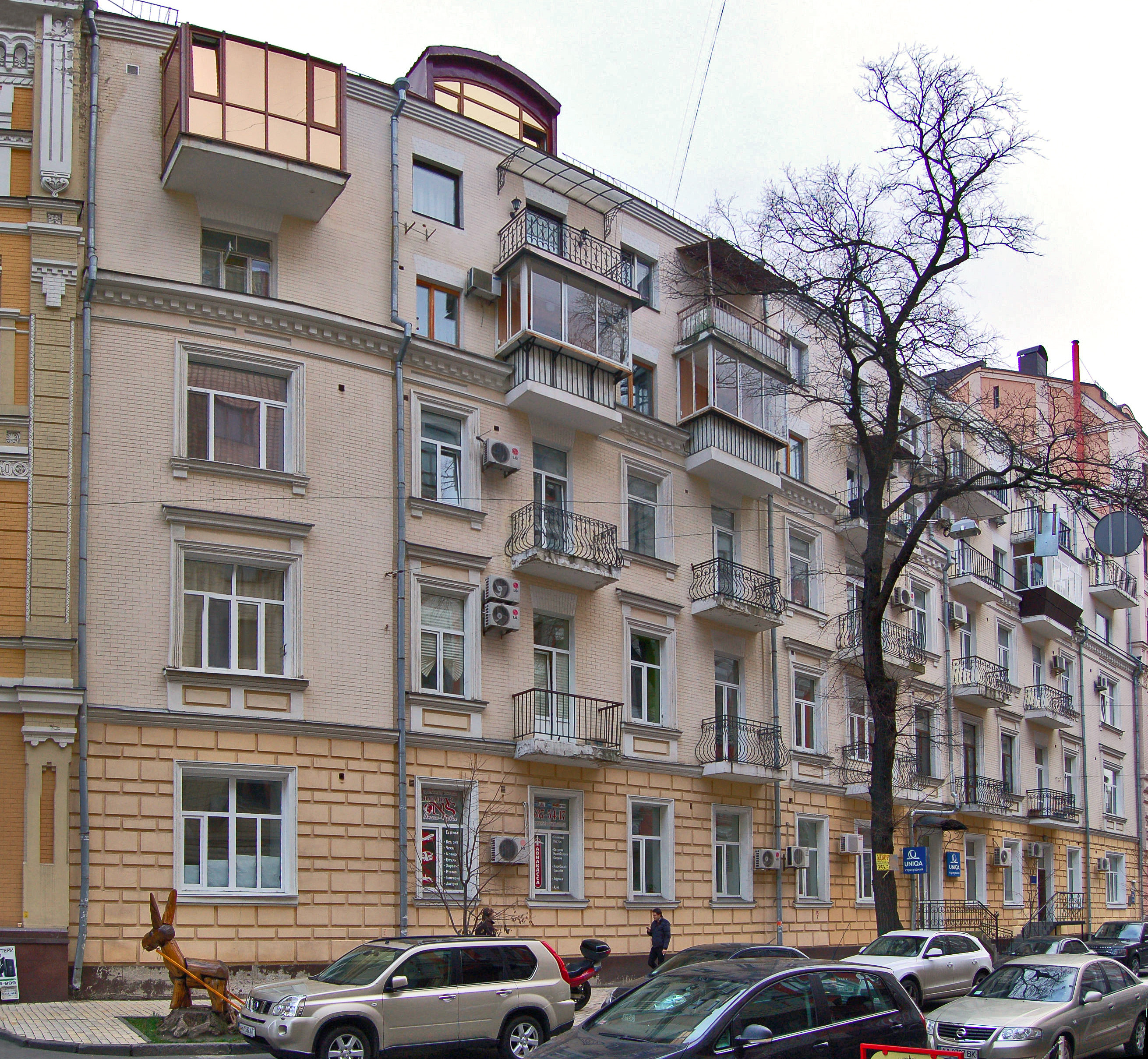
Рильський провулок, 3
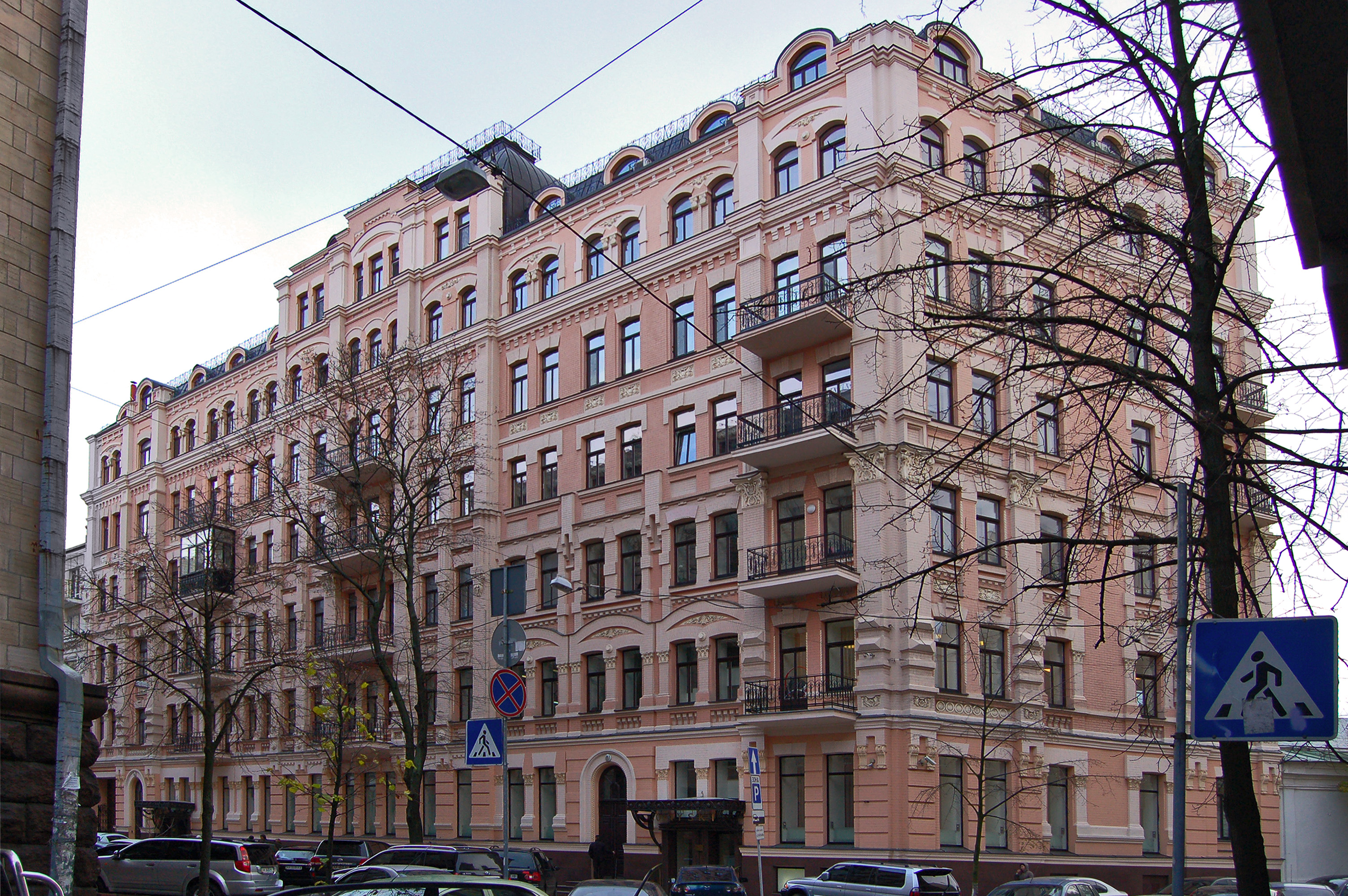
Рильський провулок, 5/5